# 黒川清司
黒川 清司（くろかわ きよし）は、日本の俳優。

## 出演作品

### テレビドラマ
- 海底人8823（1960年） - 山本所員

### 映画
- 九時間の恐怖（1957年）
- 花嫁立候補（1957年）
- 日露戦争勝利の秘史　敵中横断三百里（1957年）
- 海軍兵学校物語 あゝ江田島（1959年） - 並木一号生徒
- ああ特別攻撃隊（1960年）
- 女経（1960年）
- 襲われた手術室（1960年）

| スタブアイコン | サブスタブ | この項目は、まだ閲覧者の調べものの参照としては役立たない、俳優（男優・女優）に関連した書きかけの項目です。この項目を加筆・訂正などしてくださる協力者を求めています（P:映画/PJ芸能人）。 |